# Świadkowie Jehowy na Wyspach Owczych
Świadkowie Jehowy na Wyspach Owczych – społeczność wyznaniowa na Wyspach Owczych, należąca do ogólnoświatowej wspólnoty Świadków Jehowy, licząca w 2023 roku 137 głosicieli, należących do 4 zborów. Na dorocznej uroczystości Wieczerzy Pańskiej w 2023 roku zgromadziło się 187 osób. Działalność miejscowych głosicieli koordynuje Skandynawskie Biuro Oddziału, znajdujące się w duńskiej miejscowości Holbæk. Świadkowie Jehowy w 2019 roku zgromadzali się w 4 Salach Królestwa – w miejscowościach Klaksvík, Runavík, Trongisvágur i w stołecznym Thorshavn (Tórshavn).

## Historia
Działalność kaznodziejską na Wyspach Owczych zapoczątkowały dwie głosicielki z Danii, które latem 1935 roku prowadziły tu działalność ewangelizacyjną, rozpowszechniając tysiące egzemplarzy publikacji Świadków Jehowy. W roku 1949 zanotowano liczbę dwóch głosicieli.
Regularną działalność kaznodziejską rozpoczęto w 1954 roku, na Wyspach Owczych działało 10 głosicieli, a trzy lata później powstał pierwszy zbór. Wtedy rozpoczęto publiczne wyświetlanie dwóch filmów Towarzystwa Strażnica.
W 1967 roku otworzono dwie pierwsze Sale Królestwa w Thorshavn i Klaksvík. W 1971 roku odbył się pierwszy kongres na Wyspach Owczych.
W 1985 roku otwarto nową Salę Królestwa w Thorshavn. Uroczystość otwarcia transmitowała telewizja i radio. Rozpoczęto regularne tłumaczenie publikacji biblijnych na miejscowy język – farerski. Trzy lata później zanotowano liczbę 107 głosicieli.
W 1990 roku wielu wyznawców (w większości obcokrajowców) opuściło wyspy, przenosząc się głównie do Danii, a także do innych krajów skandynawskich.
W 2009 roku liczba głosicieli wyniosła 119 osób, a w roku 2016 było ich 134 – najwyższa liczba głosicieli w historii działalności Świadków Jehowy na Wyspach Owczych. W tym samym roku na uroczystości Wieczerzy Pańskiej zebrały się 203 osoby. W 2011 roku w czterech Salach Królestwa spotykały się cztery miejscowe zbory. Delegacje z Wysp Owczych brały udział w kongresach specjalnych, w roku 2013 (pod hasłem „Słowo Boże jest prawdą!”) w Kopenhadze, w 2015 roku (pod hasłem „Naśladujmy Jezusa!”) w Sztokholmie w Szwecji, a w 2019 w kongresach międzynarodowych pod hasłem „Miłość nigdy nie zawodzi!” w Atlancie, Houston, Kopenhadze, Miami, Phoenix, Saint Louis.
Biuro Tłumaczeń na język farerski znajduje się w Thorshavn.